# سیارک ۹۵۸۴
سیارک ۹۵۸۴ (به انگلیسی: 9584 Louchheim، نامگذاری:1990OL4) نه هزار و پانصد و هشتاد و چهارمین سیارک کشف شده‌است که در ۲۵ ژوئیه ۱۹۹۰ کشف شد.
قدر مطلق سیارک برابر ۱۳٫۸۰ است.